# Кебшюцталь
Кебшюцталь (нем. Käbschütztal) — община в Германии, в земле Саксония. Подчиняется земельной дирекции Дрезден. Входит в состав района Мейсен.  Население составляет 2879 человек (на 31 декабря 2010 года). Занимает площадь 50,45 км².
Коммуна подразделяется на 37 сельских округов.